# Михальська Лариса Романівна
Лари́са Рома́нівна Миха́льська (нар. 15 вересня 1965, смт Золотий Потік Бучацького району Тернопільської області, Україна) — українська телерадіожурналіст, редактор, публіцист. Член НСЖУ (2003). Заслужений журналіст України (2015).

## Життєпис
Закінчила середню школу в Теребовлі, Сімферопольський університет (1987, нині Таврійський національний університет).
Працювала учителем української мови і літератури Добровської ЗОШ Сімферопольського району (1986—1987); у редакціях теребовлянської районної газети «Трудова слава» (1987—1991) і журналу «Тернопіль» (1991—1995), укладач його окремих тематичних чисел.
Редактор радіо Тернопільської обласної телерадіокомпанії (1999—2002); головний редактор ТТБ (2002—2003). Від 2003 — директор телебачення Тернопільської обласної телерадіокомпанії.

## Відзнаки
Лауреат фестивалів телерадіопрограм
- «Калинові острови» (1-е місце; 2001, 2007),
- «Перемогли разом» (2-е місце; 2007),
- «Професіонал року» (2005).

Має галузеві нагороди.